# Estela de Nubaira
A Estela de Nubaira é uma estela egípcia de calcário, contendo uma cópia mutilada do Decreto de Mênfis, de Ptolemeu V, que também é encontrado na Pedra de Roseta.  

## Descrição
Desde 1848 soube-se que uma cópia parcial do decreto se encontrava em uma parede do Templo de Filas, mas sobrescrita ou danificada em muitos lugares. A estela de calcário é arredondada no topo, e possui 1,27 metros de altura e 0,51 metro de largura. A Estela de Nubaira foi nomeado em referência à atual cidade de Nubaira, no antigo ramo canópico do Rio Nilo. A cidade fica a sudoeste de Damanhur.
A Estela de Nubaira se encontra no Museu Egípcio, catalogada sob o n.º 5576.

## Histórico de publicação do texto
O texto do hieróglifo foi publicado, no século XIX e início do século XX, em ao menos cinco obras:
1. Urbain Bouriant, "La stèle 5576 du Musée du Boulaq [hoje Museu Egípcio] et L'inscription de Rosette", in Recueil de travaux, Paris, 1885, vol vi, pp 1-20.
2. Baillet, Le décret de Memphis et les inscriptiones de Rosette et de Damanhour, Paris, 1905.
3. Ahmed Kamal, Catalogue générale des antiquités égyptiennes, n.º 22188, com reproduções fotográficas.
4. Kurt Heinrich Sethe, Urkunden, iv, p. 169.
5. Spiegelberg, Kanopus und Memphis (Rosettan), Heidelberg, 1922. (best and complete transcripts)